# Kalvsjön (Stensele socken, Lappland)
Kalvsjön är en sjö i Storumans kommun i Lappland och ingår i Umeälvens huvudavrinningsområde. Sjön har en area på 1,26 kvadratkilometer och ligger 419 meter över havet. Sjön avvattnas av vattendraget Paubäcken.

## Delavrinningsområde
Kalvsjön ingår i det delavrinningsområde (719766-156967) som SMHI kallar för Utloppet av Kalvsjön. Medelhöjden är 473 meter över havet och ytan är 16,65 kvadratkilometer. Det finns ett avrinningsområde uppströms, och räknas det in blir den ackumulerade arean 34,6 kvadratkilometer. Paubäcken som avvattnar avrinningsområdet har biflödesordning 2, vilket innebär att vattnet flödar genom totalt 2 vattendrag innan det når havet efter 250 kilometer. Avrinningsområdet består mestadels av skog (75 procent) och sankmarker (13 procent). Avrinningsområdet har 1,27 kvadratkilometer vattenytor vilket ger det en sjöprocent på 7,6 procent.